# Jacques-Christophe Naudot

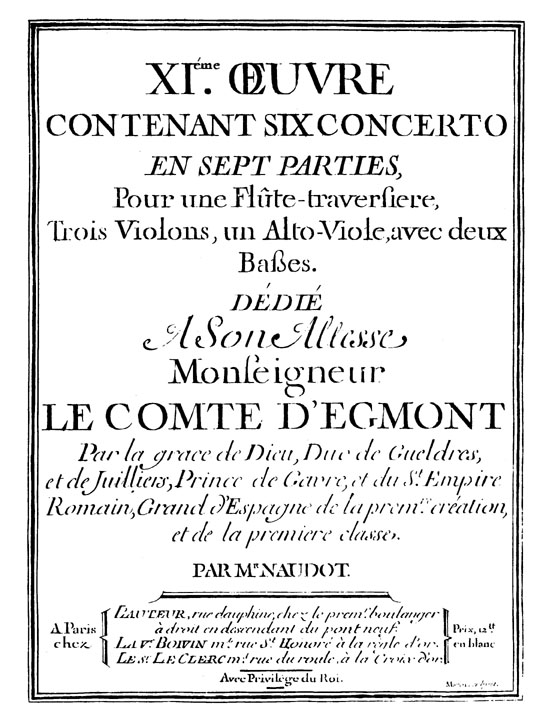
Frontespizio dell'opera 11 di Naudot

Jacques-Christophe Naudot /ʒak kʁisˈtɔf noˈdo/ (circa 1690 – Parigi, 26 novembre 1762) è stato un flautista e compositore francese.

## Elementi biografici
I vari privilegi di edizione non gli attribuiscono alcuna carica ufficiale e su un documento di matrimonio del 1719 è indicato semplicemente come maestro di musica. Abitava ordinariamente a Parigi, in rue Dauphine, "presso il primo fornaio a destra scendendo dal Pont Neuf".
Scrisse principalmente pezzi per il proprio strumento (concerti, sonate, duetti con o senza basso continuo), pubblicati per la maggior parte fra il 1726 e il 1740 a Parigi. In questa città godeva di una buona reputazione come interprete (di cui comunque non si sa quasi nulla riguardo alle rappresentazioni) e come professore.
Come membro di cerchie aristocratiche e di ricchi borghesi Naudot ha beneficiato della protezione di vari mecenati; molte sue opere sono così dedicate ai suoi protettori.
Nel 1739, il poeta Denesle (1694 - 1759) lo include nella sua ode Syrinx ou l'origine de la flûte, con Michel Blavet e Lucas.
Nel 1737 si unisce alle logge massoniche di Sainte-Geneviève e Coustos-Villeroy, e sarà brevemente incarcerato con altri tre confratelli durante le persecuzioni del 1740 nella prigione di For-l'Évêque. Sembra che sia stato attivo in questa loggia perché il 23 marzo 1737 viene annotato nei registri della confraternita che "il fratello Naudot ha proposto il signor de Clérambault che è stato sottoposto a votazione e ammesso da tutti i fratelli..."
Il 26 dello stesso mese Naudot propone il proprio figlio, che è stato "sottoposto a votazione e ammesso immediatamente per dispensa".
Più importante è questa menzione del 9 maggio: "il venerabile maestro Cousteau ha proposto ai fratelli da parte del venerabilissimo maestro duca di Villeroy di nominare il fratello Naudot sovrintendente della musica della loggia, avendo il detto Naudot eseguito la marcia dei massoni di sua composizione tutti i fratelli hanno dato il loro voto per affidargli la cura della nostra musica; i fratelli musicisti sono stati consultati".
Dedicò molte opere al conte di Clermont, gran maestro della loggia dal 1743.
Sembra inoltre che abbia intrattenuto relazioni con Boismortier, perché questi nel 1752 partecipa alla pubblicazione di due raccolte d Naudot.
Nelle sue composizioni si trovano spesso la ghironda e la musette (un tipo di cornamusa), strumenti molto amati nella Francia della metà del '700. Essi inducevano riflessioni di vita pastorale, un tema all'epoca molto apprezzato dalla nobiltà.

## Opere

### Con numero d'opera
- opera 1: 6 sonates pour la flûte traversière avec la basse (1726) - Dedicate al Comte d'Egmont
- opera 2: 6 sonates en trio pour deux flûtes traversières et la basse (1726)
- opera 3: 6 sonates pour deux flûtes traversières sans basse (1727)
- opera 4: 6 sonates pour la flûte traversière avec la basse (1728)
- opera 5: 6 sonates pour deux flûtes traversières sans basse (1728)
- opera 6: 6 sonates pour deux flûtes traversières sans basse (1728)
- opera 7: 6 sonates et un Caprice en trio pour deux flûtes traversières, violons, et hautbois avec la basse ; dont il y en a trois peuvent se jouer sur les musettes, vièles et flûtes à bec (1730 circa) - Dedicate alla moglie di Jean Paris de Monmartel
- opera 8: 6 Fêtes rustiques en trio pour les musettes, vièles, flûtes, hautbois ou violons avec la basse (prima del 1737)
- opera 9: 6 sonates pour la flûte traversière avec la basse, "la 5e peut se jouer sur la musette" (1737 circa)
- opera 10: 6 Babioles pour deux vièles, musettes ou autres instruments sans basse (1737)
- opera 11: 6 concertos en sept parties pour la flûte, trois violons, un alto-viole et deux basses (1737) - Dedicate al Comte d'Egmont
- opera 12: Diverses pièces pour la flûte traversière avec la basse (1737)
- opera 13: 6 sonates pour la flûte traversière avec la basse (1740 circa)
- opera 14: 6 sonates dont trois sont par accords pour la vièle avec la basse (1740 circa)
- opera 15: 6 sonates en trio pour deux flûtes traversières et basse (1740)
- opera 16: 6 sonates pour une flûte traversière et basse (1740)
- opera 17: 6 concertos pour les vièles ou musettes, deux violons et basse continue (1742) - Dedicate a Danguy l'aîné [virtuoso di ghironda]: „A Monsieur Danguy Laisné. Monsieur, Je croirois manquer de reconnaissance, si je ne vous offrois un ouvrage qui vous doit le jour, et sur lequel vous avés tant de droit: vôtre belle Execution, vos sons touchans, le goût que vous lui donnés en le joüant qui a ravi tous ceux qui vous ont entend, sont autant de raisons pour vous l’offrir (...)“.

### Senza numero d'opera
- Les Plaisirs de Champigny per musette, ghironde, flauti e basso (s.d.)
- Petit livre de pièces pour deux cors de chasse, trompettes, flûtes traversières ou hautbois (1733)
- Divertissement champêtre en trio pour musette ou vièle, une flûte et un violon (1749)
- 25 menuets pour deux cors de chasse, trompettes, flûtes traversières, hautbois, violons et pardessus de viole (1748)
- L'Etrenne d'Iris, cantata à voce sole con accompagnamento di flauto o di violino (1736)
- Chansons notées de la très vénérable confrérie des Maçons libres (1737)
- Noëls choisis et connus avec leurs variations pour deux flûtes traversières ou autres instruments, ajustés par M. Naudot Parigi, Boismortier, Mme Boivin, Le Clerc (1752)
- Airs choisis et connus en duo avec leurs variations pour deux flûtes traversières ou autres instruments, Parigi, Boismortier, Mme Boivin, Le Clerc (1752).